# Atac informàtic

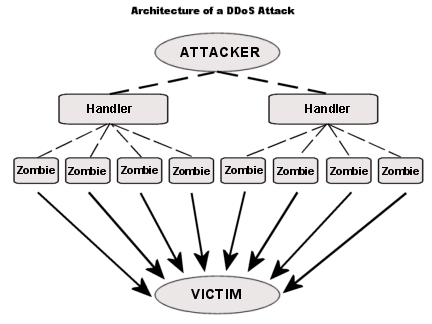
Atac DDoS

Un atac informàtic o ciberatac és un mètode pel qual un individu, mitjançant un sistema informàtic, intenta prendre el control, desestabilitzar o danyar un altre sistema informàtic (ordinador, xarxa privada, etcètera).
Hi ha diversos tipus d'atacs informàtics. Alguns són:
- Atac de denegació de servei, també anomenat atac DOS (Denial of Service), és un atac a un sistema de computadores o xarxa que causa que un servei o recurs sigui inaccessible als usuaris legítims, normalment provocant la pèrdua de la connectivitat de la xarxa pel consum de l'amplada de banda de la xarxa de la víctima o sobrecàrrega dels recursos computacionals del sistema de la víctima.[1]
- Man in the middle, de vegades abreujat MitM, és una situació on un atacant supervisa (generalment mitjançant un rastrejador de ports) una comunicació entre dues parts i falsifica els intercanvis per fer-se passar per una d'elles.[2]
  - Atacs de REPLAY, una forma d'atac de xarxa, en el qual una transmissió de dades vàlida és maliciosa o fraudulentament repetida o retardada.[3] És duta a terme per l'autor o per un adversari que intercepta la informació i la retransmet, possiblement com a part d'un atac emmascarat.
- Atac de dia zero, atac realitzat contra un ordinador, a partir del qual s'exploten certes vulnerabilitats, o forats de seguretat d'algun programa o programes abans que es coneguin aquelles, o que, una vegada publicada l'existència de la vulnerabilitat, es faci l'atac abans de la publicació del pegat que la solventi.[4][5]

## Altres atacs
- Atac per força bruta. No és necessàriament un procediment que s'hagi de realitzar per processos informàtics, encara que aquest sistema estalviaria temps, energies i esforços. El sistema d'atac per força bruta, tracta de recuperar una clau provant totes les combinacions possibles fins a trobar aquella que es busca, i que permet l'accés al sistema, programa o arxiu en estudi.